# Hernán Darío Gómez
Hernán Darío Gómez Jaramillo, genannt „El Bolillo“ (* 3. Februar 1956 in Medellín) ist ein kolumbianischer Fußballtrainer und ehemaliger ‑spieler, der seit Januar 2024 Trainer von Rionegro Águilas ist. Zuvor trainierte er Vereine in seiner Heimat Kolumbien, zweimal die kolumbianische und die ecuadorianische Fußballnationalmannschaft sowie die guatemaltekische, panamaische Fußballnationalmannschaft, die er 2018 zum ersten Mal zu einer Fußball-Weltmeisterschaft geführt hatte, und Honduras.

## Karriere

### Spieler
Gómez spielte zunächst bei seinem Heimatverein Independiente Medellín und dann beim Ortsrivalen Atlético Nacional. Mit Atlético nahm er einmal an der Copa Libertadores 1982 teil, scheiterte aber in der ersten Gruppenphase.

### Trainer
Nach seiner aktiven Zeit wurde er Assistenztrainer von Francisco Maturana, zunächst bei seinem vorherigen Verein Atlético Nacional. Der Verein gewann unter ihrer Leitung die Copa Libertadores 1989. Als Maturana kolumbianischer Nationaltrainer wurde, folgte ihm sein Assistent und sie erreichten bei der Copa América 1987 den dritten Platz. Zudem gelang es ihnen die Mannschaft zur Fußball-Weltmeisterschaft 1990 zu führen, womit Kolumbien nach 28 wieder einmal an einer WM-Endrunde teilnahm. Dabei traf die Mannschaft in der Gruppenphase auf den späteren Weltmeister Deutschland und erreichte ein 1:1. Im Achtelfinale verlor die Mannschaft in der Verlängerung durch zwei Tore von Roger Milla mit 1:2 gegen Kamerun. 1992 betreute er die kolumbianische Mannschaft bei den Olympischen Spielen in Barcelona, die aber nach der Gruppenphase ausschied.
Auch für die WM in den USA konnten sich die Kolumbianer unter ihrer Leitung qualifizieren. Dort mussten sie aber nach der Vorrunde, obwohl von Pelé als Geheimfavorit eingestuft die Segel streichen. Als Maturana nach der WM aufhörte wurde Gómez sein Nachfolger. Ihm gelang es die Kolumbianer zur WM nach Frankreich zu führen, wo ihnen aber nur ein Sieg gegen Tunesien gelang. Die beiden anderen Gruppenspiele gegen Rumänien und England wurden verloren. Damit schied Kolumbien als Gruppendritter aus. Gómez wechselte daraufhin nach Ecuador und übernahm die ecuadorianische Nationalmannschaft, die sich noch nie für eine WM-Endrunde qualifiziert hatte. In der Qualifikation belegten die Ecuadorianer unter seiner Führung den zweiten Platz und ließen dabei den späteren Weltmeister Brasilien hinter sich, wogegen sich Kolumbien nach zuvor drei erfolgreichen Qualifikationen als Sechster nicht qualifizieren konnte. Bei der Endrunde verloren sie ihr erstes Spiel gegen Italien durch zwei Tore von Christian Vieri mit 0:2 und auch das zweite Spiel gegen Mexiko ging trotz früher Führung mit 1:2 verloren. Im letzten für sie selber bedeutungslosen Spiel gegen Kroatien gelang dann der erste Sieg, womit sie den Kroaten den Weg ins Achtelfinale verbauten. Gómez blieb zunächst im Amt, trat aber nach der Copa América 2004 zurück, bei der Ecuador in der Gruppenphase dreimal verloren hatte.
Von 2006 bis 2008 war er Trainer der guatemaltekischen Fußballnationalmannschaft und erreichte mit der Mannschaft, die zuvor fünfmal in der Vorrunde gescheitert war beim CONCACAF Gold Cup 2007 das Viertelfinale. Nach einer 0:5-Niederlage gegen eine argentinische B-Mannschaft im Februar 2008 trat er aber zurück, da er keine Fortschritte feststellen konnte. Danach kehrte er in seine Heimat zurück und übernahm Santa Fe CD. Der Verein gewann 2009 den Pokal von Kolumbien.
Nachdem die Kolumbianer in der Qualifikation für die WM 2010 gescheitert waren, verpflichtete ihn der kolumbianische Verband erneut als Nationaltrainer. Den Posten behielt er aber nur ein Jahr.
Es folgte ein Engagement bei seinem Heimatverein Independiente Medellín. Nachdem die Mannschaft die Apertura in der Categoría Primera A 2012 auf Platz 16 abgeschlossen hatte, belegte die Mannschaft nach der Finalización den siebten Platz und erreichte in der anschließenden Halbfinal-Phase der acht besten Mannschaften den ersten Platz und damit die Finalspiele gegen Millonarios FC. In diesen konnten sie im Heimspiel nur ein 0:0 erreichen und da die Auswärtstore nicht zählten gab es nach dem 1:1 im Rückspiel ein Elfmeterschießen, das mit 4:5 verloren wurde.
2014 wurde er Nationaltrainer von Panama und erreichte mit der Mannschaft beim CONCACAF Gold Cup 2015 Platz 3 durch einen Sieg im Elfmeterschießen gegen Gastgeber USA. In der Qualifikation für die 2018 erreichte er mit Panama die fünfte Runde und konnte in dieser Panama erstmals zu einer WM-Endrunde führen. Er wurde damit der erste Trainer, dem mit drei verschiedenen Nationalmannschaften die Qualifikation für eine WM-Endrunde gelang. Dabei profitierte Panama von einer Niederlage der USA im letzten Spiel gegen den Tabellenletzten Trinidad und Tobago. Bei der WM verlor Panama die drei Gruppenspiele und schied als Gruppenletzter aus. Kurz nach der WM trat er von seinem Amt zurück. 14 Tage später übernahm er die Nationalmannschaft Ecuadors. Nach nicht einmal einem Jahr und dem Vorrundenaus bei der Copa América 2019 endete dort seine Amtszeit.

## Erfolge als Trainer
- Qualifikation für die WM 1998 (mit Kolumbien), 2002 (mit Ecuador) und 2018 (mit Panama).

## Auszeichnungen
- 1996: Südamerikas Trainer des Jahres[11]
- 2015: CONCACAF-Trainer des Jahres[12]